# Sauromastax beieri
Sauromastax beieri är en insektsart som beskrevs av Marius Descamps 1964. Sauromastax beieri ingår i släktet Sauromastax och familjen Euschmidtiidae. Inga underarter finns listade i Catalogue of Life.